# Куну (напій)
Куну (також відомий як кунунзакі) — популярний напій, який вживають по всій Нігерії, переважно на півночі. Зазвичай його виготовляють із таких зерен, як просо чи сорго, хоча його також можна виготовити з кукурудзи. Як напій на основі зерна Куну є членом родини Орчата. Напій із сорго молочно-світло-коричневого кольору, а з проса та кукурудзи білуватий.
Насіння зерна спочатку проростає, потім насіння замочують у воді на кілька днів і змішують замочене зерно з солодкою картоплею та імбиром або перцем до однорідної пасти. Потім цю пасту розділити на дві частини. Одна частина поміщається в посудину[прояснити] і заливається окропом, потім перемішується до отримання густої суміші. Потім до цієї суміші додають іншу частину пасти і ще трохи перемішують. Потім суміш залишають на добу-дві, щоб лушпиння зерна осіло. Після цього лушпиння та інший осад відфільтровують із суміші, а відфільтровану рідину розливають у пляшки для вживання.